# He-Man
He-Man je izmišljeni junački lik iz Mattelove franšize Gospodari svemira. Izraz He-Man je zastarjela engleska riječ za snažnog muškarca. Lik je postao osobito popularan kao glavni crtani lik serijala He-Man i Gospodari svemira, koji je proizveo studio Filmation. Premijerno prikazivanje crtanog serijala bilo je 1983. godine, a do 1985. godine snimljeno je 130 epizoda. U sklopu serije, He-Man i njegovi prijatelji, Herojski ratnici, brane njegovu zemlju Eterniju i dvorac Sivu lubanju (Grayskull) od neprijateljskih snaga koje predvodi negativac Skeletor. Uz više animiranih serijala (He-Man i Gospodari svemira (1983. – 1985.), Nove pustolovine He-Mana (1989. – 1991.), He-Man i Gospodari svemira (2002. – 2003.), Gospodari svemira: Otkriće (2021.) i He-Man i Gospodari svemira (2021.), lik je korišten i u prodaji akcijskih figurica te stripova, kao i cjelovečernjega animiranoga filma He-Man i She-Ra: Tajna mača i igranoga filma Gospodari svemira (1987.) u kojem glavni lik tumači Dolph Lundgren. Lik He-Man, najmoćnijega čovjeka u svemiru i čuvara tajne Dvorca Siva Lubanja stvorio je Roger Sweet.

## Povijest lika
Prvotna verzija priče prikazivala je He-Mana kao barbarina na divljem planetu Eterniji koji se sukobljava sa silama zla predvođenima demonom Skeletorom i njegovim pristašama. Takav je koncept priče predstavljen u ranim mini stripovima. Kasnije je ta osnovna priča zamijenjena nešto složenijom koja se, uz neke manje izmjene i prilagodbe, zadržala do danas.
He-Manov stvarni identitet je princ Adam, sin vladara Eternije, kralja Randora i kraljice Marlene, porijeklom astronautkinje s planeta Zemlje. Adamu je vladarica dvorca Sive lubanje, Čarobnica, predala Mač Moći uz pomoć kojeg se može pretvoriti se u He-mana, čovjeka nadljudske snage. Adam se preobražava u He-Mana kada uzdigne svoj mač u zrak i uzvikne: "Sive lubanje silo(m)! Ja imam moć!" Kada se princ Adam pretvori u He-Mana, njegov kućni ljubimac, mačak Straško (eng. Cringer), pretvara se u Borbenoga Mačka (Battle cat).
Adam je prijatelj lijepe i tvrdoglave Teele, kapetanice kraljevske straže i pastorke Adamova mentora Čovjeka-oružje (eng. Man-at-Arms). Tijekom serijala saznaje se da je Teela Čarobničina kći jedinica i buduća nasljednica Sive lubanje. Čarobnica ju je dala na usvajanje još kao bebu kada joj je preminuo otac. Teelin očuh, Čovjek-oružje (Duncan), je kraljevski izumitelj novih tehnologija i oružja te zaštitnik princa Adama i čuvar njegove tajne.
Dvorac Siva lubanja izvor je Adamovih, odnosno He-Manovih moći. He-Man s Čarobnicom komunicira telepatski, a ona mu pomaže u njegovim zadacima. 
Adamov identitet nije poznat mnogima. Osim Čarobnice, samo njegov vjerni mačak, Duncan i mali čarobnjak, trol Orko znaju njegovu tajnu. U kasnijim serijalima, kako se priča širi na nove likove, Adamovu tajnu saznaju i She-Ra (Adora) i njeni vjerni prijatelji. Adora je Adamova sestra blizankinja i vođa je velike pobune protiv Hordaka, također na planetu Eterniji.
He-Manov glavni neprijatelj je Skeletor, zli čarobnjak plave kože s lubanjom umjesto glave. Vješt je s crnom magijom i svim vrstama borbe. Njegovo standardno oružje je Havoc Staff, lubanja ovna na vrhu dugačkog štapa, koja usmjerava njegovu magiju i pojačava njenu moć. Osim toga, ona omogućava Skeletoru pratiti događaje iz Eternije i drugih područja. Iako je njegovo porijeklo u crtanom serijalu nejasno, u stripovima je njegov pravi identitet princ Keldor, mlađi brat Adamova oca Randora, što bi značilo da je on zapravo Adamov stric. U filmu "He-Man i She-Ra: Tajna mača" saznaje se da je Skeletor bio Hordakov učenik. Skeletorova baza djelovanja je Zmijska planina, utvrda od poliranog crnog bazalta, omotana ogromnom kamenom zmijom. Ona se nalazi na Tamnoj hemisferi Eternije.

## Originalni mini stripoviGospodari svemira
U najranijoj verziji priče zastupljenoj u mini stripovima izdanima 1982. godine, He-Man je plemeniti barbar koji živi u zemlji magije i visoke tehnologije. Hrabar je ratnik koji se odvažio otići iz svog sela i putovati Eternijom tražeći avanture. Na putovanju upoznaje Božicu-Čarobnicu zelene boje kože kojoj pomaže u borbi protiv čudovišta, a ona mu zauzvrat predaje Mač moći kojim mu daje moć. Ukoliko bi uspio spojiti oba dijela mača, postao bi gospodar dvorca Siva Lubanja. Na pohodima pomažu mu Teela, Čovjek Oružje, Stratos i He-Manov tigar Borbeni Mačak. Zajedno se bore protiv zlih sila koja predvodi zao demon Skeletor koji je upao na Eterniju iz druge dimenzije i odlučio pokoriti je.
U kasnijim mini stripovima, svijet He-Mana nije više barbarska pustoš, već feudalni svijet u kojem je on u službi starijeg kralja i kraljice Eternije. I dalje je vjeran zaštitnik Čarobnice i dvorca Siva Lubanja, a u kasnijim stripovima uvodi se njegov alter ego princ Adam.

## Televizijska adaptacija lika

### He-Man i Gospodari svemira (1983. – 1985.)
He-Man je u originalnoj Filmationovoj animiranoj seriji snimanoj 1983. – 1985. godine zapravo princ Adam, prijestolonasljednik kraljevstva Eternije te sin kralja Randora i kraljice Marlene, koji živi u kraljevskoj palači grada Eternosa. Čarobnica iz dvorca Siva Lubanja predala mu je Mač moći uz pomoću kojeg se može pretvoriti u He-Mana, najmoćnijeg čovjeka na svijetu, a istovremeno može preobraziti i svog strašljivog zelenog tigra u hrabrog Borbenog Mačka. Njegovu tajnu, osim Čarobnice i Cringera, znaju još samo njegov mentor i prijatelj Čovjek-Oružje (Man-At-Arms), kao i Orko. He-Man i njegovi prijatelji bore se protiv mračnih sila zla koje predvodi zli gospodar Skeletor kojemu je cilj domoći se tajni dvorca Siva Lubanja i pomoći tih tajni ovladati Eternijom, a možda i cijelim svemirom.

### He-Man i She-Ra: Tajna mača (1985.)
U dugometražnom animiranom filmu He-Man i She-Ra: Tajna mača otkriva se da je princ Adam imao sestru blizankinju, princezu Adoru koju je oteo čarobnjak-kiborg Hordak i odveo je u drugu dimenziju na planet Etheriju, kojom vlada uz pomoć Zle Horde. Hordak ju je odgojio te je postala kapetanica njegove garde. Nakon što je He-Man došao kroz portal na Etheriju otkrio je Adori njenu prošlost i predao joj Mač zaštite pomoću kojeg se preobrazila u moćnu ratnicu She-Ra i priključila pokretu otpora u borbi protiv Hordaka i Zle Horde.

### He-Man i She-Ra: Božićno izdanje (1985.)
U božićnom izdanju s kraja 1985. godine, He-Man pomaže dvoje djece sa Zemlje da se vrate natrag kući. Tom prilikom se također udružio sa svojom sestrom Adorom, odnosno She-Raom, kako bi porazio sile predvođene Skeletorom i Hordakom i njihovom nalagodavcem Horde Primeom koji se osjeća ugroženim pojavom atmosfere blagdana Božića na Eterniji.

### Gospodari svemira (1987.)
U igranom filmu Gospodari svemira He-Man (Dolph Lundgren nema obličje princa Adama, već je isključivo neustrašivi ratnik He-Man koji se bori protiv Skeletora (Frank Langella) koji je napokon uspio osvojiti dvorac Siva Lubanja i zarobiti Čarobnicu (Christina Pickles). U filmu pored donekle tipičnog oklopa na prsima nosi crveni plašt na leđima, a osim mačem služi se i vatrenim oružjem. Jedino se na samom završetku filma pojavljuje trenutak u kojem He-Man uzdiže mač visoko iznad sebe te zaziva moć dvorca Siva Lubanja koji se potom u bljesku pojavljuje iza njega.

### Nove pustolovine He-Mana (1989. – 1992.)
Sljedeći animirani serijal donio je drugačiju grafiku i priču o He-Manu. Radnja priče preseljena je s Eternije na planet Primus kamo je He-Man pozvan kako bi ga obranio od Mutanata sa susjednog planeta Denebrije. U ovom serijalu He-Man ima drugačiji vizualni izgled. Ima plavu kosu skupljenu u rep, pojas prebačen preko ramena i prsiju te duge plave hlače. Njegova invokacija prilikom preobrazbe je također izmjenjena te umjesto zazivanja moći dvorca Siva Lubanja, zaziva moć Eternije. U serijalu se pojavljuje i njegov stari vodeći neprijatelj Skeletor kojji ga slijedi na planet Primus i priključuje se Mutantima te nastavlja vječni sukob protiv He-Mana. He-Manu u njegovoj borbi protiv Mutanata i Skeletora pomaže Čarobnica dvorca Siva Lubanja koja mu se obraća telepatski i pomaže.

### He-Man i Gospodari svemira (2002. – 2004.)
Animirani TV serijal He-Man i Gospodari svemira (2002.-2004.) je svojevrsna posveta originalnom serijalu iz sredine 1980-ih. Priču i izgled likova vraća na njihove izvorišne osnove uz neke manje izmjene. Osobitost serijala je što daje pozadinsku priču za sve likove te doznajemo njihovu prošlosti i kako su postali likovi koje danas znamo. Također, odavanje počasti originalnom serijalu uočljivo je tijekom uvodne špice koja dijelom prati naraciju originalnog uvoda, ali i u drugim elementima.
Jedna od razlika u odnosu na originalni serijala je u tome što u ovome serijalu postoji fizička razlika između princa Adama, koji je usto tinejdžer i He-Mana koji je snažan odrastao muškarac te je doista teško, ako ne i nemoguće pretpostaviti da se radi o identičnoj osobi. He-Manov Mač moći je također doživio preobrazbu i u ovom serijalu izgleda kao tehnološki napredan i sofisticiran mač sastavljen od više pokretnih dijelova.

### Gospodari svemira: Otkriće (2021.)
Netflixov animirani serijal Gospodari svemira: Otkriće (2021.) nastavlja svoju radnju na Filmationovu originalnu seriju iz 1980-ih te prati nastavak vječnog sukoba He-Mana i Skeletora. Međutim, u trenutku kada Skeletor konačno uspije osvojiti dvorac Siva Lubanja i otkriti tajnu njegove moći, njih obojica pogibaju. Poslije nekoliko godina, nova opasnost se javlja na Eterniji na kojoj je nestala magija što stvara prijetnju opstanku samoga svemira. Kako bi se riješio taj problem, Teela mora otići u Preterniju kako bi ponovno iskovala Mač Moći. Tamo se susreće s princom Adamom koji je zaslužio vječni život s ostalim nekadašnjim velikim junacima Eternije. Pri odlasku, princ Adam odluči otići sa njima i odriće se vječnoga života s junacima na Eterniji.
U novom sukobu princa Adama i oživljenog Skeletora, princ Adam opet zadobija smrtonosnu ozlijedu, ali ga ipak spašava Teela sa svojim novostećenim magičnim moćima. Mač Moći je dospio u ruke Skeletora koji se preobražava u moćnog zlog ratnika. Kada moći Mača Moći prijeđu sa Skeletora na Evil-Lyn, princ Adam se sukobljava i sa njom te uz pomoć Orka konačno vraća Mač Moći u svoje ruke i preobražava se u He-Mana. Poslije epske bitke u i ispred dvorca Siva Lubanja, pobjedu odnose He-Man i Herojski ratnici, a Skeletor i njegovi Zli ratnici se povlaće.

### He-Man i Gospodari svemira (2021.)
Adam je tinejdžer kojeg je usvojilo Tigrovo pleme u prašumi i ne zna ništa o svojoj prošlosti. U jednom trenutku u selo dolazi čarobnica Teela koja mu donosi Mač Moći te se on pretvara u He-Mana. Ubrzo doznaje da ima strica, princa Keldora i da je on sam princ, sin kralja Randora, vladara Eternosa. Zajedno sa svojim prijateljima  Krass'tinom, Straškom, Teelom i Duncanom koji uz pomoć Mača Moći postaju Ram-Ma'am, Borbeni Mačak, Čarobnica i Man-At-Arms, pokušava poraziti svog strica koji se preobrazio u Skeletora i njegove poslušnike Kronisa, Evelyn i R'Qazz koje Štap Uništenja preobražava u Trap Jawa, Evil-Lyn i Beast Mana.

## Sposobnosti, oružje i moći
Princ Adam je kao He-Man najmoćniji čovjek u svemiru, ali je prema ranim verzijama priče bio obdaren velikom snagom i u svom primarnom identitetu. Kao He-Man u stanju je boriti se uspješno protiv najjačih i najvećih neprijatelja, razbijati i bacati ogromne blokove kamenja i stijena te druge predmete, dizati velike i teške predmete i slično. Opremljen je prsnim oklopom te štitovima na podlakticama, a nosi sjekiru i štit, što mu je najranije oružje u originalnim mini stripovima te čudesni Mač Moći koji mu omogućava preobrazbu u He-Mana i stjecanje nadljudske snage i moći.
U bitkama mu često pomaže Straško kojeg Mač Moći preobražava u Borbenog Mačka, a He-Man može jahati na njemu i boriti se.

## Vanjske poveznice
- He-Man i gospodari Svemira na stranici IMDB (engl.)
- He-Man – he-man.fandom.com (engl.)
- He-Man (Otkriće) – he-man.fandom.com (engl.)